# Indexaggio arboreo
L'indexaggio arboreo, o biologico, è una particolare tecnica che permette di valutare, soprattutto in ambito vivaistico - viticolo, la sanità degli individui con cui si lavora, usando a varietà indicatrici sensibili. Si usa soprattutto in viticoltura, durante la selezione clonale, per scoprire eventuali virosi. La tecnica consiste nell'innesto di marze o gemme dei presunti cloni su varietà indicatrici sensibili alle virosi, le quali esprimeranno al massimo i sintomi (se presente la virosi) nell'arco di 1 - 3 anni.
Quando non sono innestate marze o gemme delle piante che si vogliono controllare, allora si procede con l'inoculazione di succo, prelevato dal campione, su varietà sensibili.